# Long Stretch of Lonesome
Long Stretch of Lonesome es un álbum publicado por Patty Loveless en 1997. Tres de sus singles llegaron al top 20 en la lista Billboard Hot Country Singles & Tracks. Los más destacados son  "High on Love", "To Have You Back Again" y "You Don't Seem to Miss Me," con George Jones, cada uno de los cuales llegó al top 20 de la lista. "High on Love" fue coescrita con Jeff Hanna de The Nitty Gritty Dirt Band. El sencillo "Like Water Into Wine" llegó al número 57, el primero de Loveless en no llegar al top 40 desde 1986. El álbum fue disco de oro en U.S.A., tras vender más de 500,000 copias.

## Lista de temas
1. "The Party Ain't Over Yet" (John David) – 3:32
2. "To Have You Back Again" (Annie Roboff, Amie Roman) – 4:35
3. "I Don't Want to Feel Like That" (Don Schlitz, Terry Radigan) – 4:19
4. "High on Love" (Kostas, Jeff Hanna) – 3:03
5. "Like Water into Wine" (Gretchen Peters) – 4:46
6. "That's Exactly What I Mean" (Kim Richey, Tia Sillers) – 3:22
7. "You Don't Seem to Miss Me" (Jim Lauderdale) – 4:07
  - duet with George Jones
8. "Too Many Memories" (Stephen Bruton) – 3:52
9. "Long Stretch of Lonesome" (Gary Scruggs, Tony Arata) – 3:57
10. "Where I'm Bound" (Daryl Burgess, Tom Britt) – 4:04

## Actuación en las listas
| Listas (1997)                     | Posición |
| --------------------------------- | -------- |
| U.S. Billboard Top Country Albums | 9        |
| U.S. Billboard 200                | 68       |
| Canadian RPM Country Albums       | 31       |

## Personal
Cuerdas en "Long Stretch of Lonesome"
Arreglos de cuerdas por Emory Gordy, Jr.
- violins – David Davidson, Connie Heard, Clara Olson, Christian Teal
- violas – Kathryn Plummer, Kris Wilkinson
- chelo – Anthony LaMarchina

- Datos: Q6673254